# Ochotona cansus
La pica de Gansu (Ochotona cansus) es una especie de mamífero de la familia Ochotonidae.

## Distribución geográfica
Se encuentra en China.  